# Robert Margerit
Œuvres principales
- L'Île des perroquets (1942)
- Mont-Dragon (1944)
- Le Dieu nu (1951)
- Le Château des Bois-Noirs (1954)
- La Révolution (1963)

Robert Margerit, né le 25 janvier 1910 à Brive-la-Gaillarde et mort le 27 juin 1988 dans sa propriété de Thias sur la commune d'Isle à côté de Limoges, est un journaliste et écrivain français.

## Biographie
Après des études secondaires achevées à Limoges, tenté par le notariat, mais aussi par l'histoire, la littérature, la natation, l'équitation, la peinture, avant de devenir un romancier prolifique (nouvelles, soties, critiques d'art, théâtre, émissions radiophoniques), Robert Margerit est journaliste à Limoges dès 1931, et écrit notamment pour La Vie limousine.
En 1937, il épouse Suzanne Hugon, fille de l'historien et poète creusois Henri Hugon, et quitte Limoges pour Thias (commune d’Isle), dans une maison ancienne demeure d’Émile Montégut. Il s’interroge encore sur sa double vocation de peintre et d’écrivain.
Pendant la Seconde Guerre mondiale, il écrit dans L'Appel du Centre (qui remplace Le Populaire du Centre sous l'Occupation) et dans la revue maréchaliste Notre Province.
Avec Georges-Emmanuel Clancier et René Rougerie, il participe en 1945 à la fondation de la revue littéraire Centres.
À partir de 1948, il est rédacteur en chef du Populaire du Centre, où il restera chroniqueur après 1952.
Ami des écrivains Jean Blanzat, lecteur chez Gallimard, et Georges-Emmanuel Clancier, il est remarqué par Julien Gracq qui le tire de son oubli provincial dans son pamphlet de 1950 La Littérature à l'estomac :

« Le seul roman français qui m'ait vraiment intéressé depuis la Libération est un ouvrage obscur de Robert Margerit Mont Dragon. »

## Postérité
Georges-Emmanuel Clancier a fondé à Brive, en 1991, l'association des Amis de Robert Margerit,. L'homme politique limougeaud Robert Laucournet en fut l'un des animateurs jusqu'à sa mort.
L'association édite les Cahiers Robert Margerit. Son siège est à Isle (banlieue ouest de Limoges) depuis 1999.

## Œuvre

### Romans
- Nue et Nu (1936)
- L'Île des perroquets (1942)
- Mont-Dragon (1944)
- Phénix (1946)
- Le Vin des vendangeurs (1946)
- Par un été torride (1950)
- Le Dieu nu (1951) - Prix Renaudot[6]
- La Femme forte (1953)
- Le Château des Bois-Noirs (1954)
- La Malaquaise (1956)
- Les Amants (1957)
- La Terre aux loups (1958)
- La Révolution, 4 volumes - Grand prix du roman de l'Académie française :
  - L'Amour et le Temps (1963)
  - Les Autels de la peur (1963)
  - Un vent d’acier (1963)
  - Les Hommes perdus (1968)

### Autres publications
- Ambigu (recueil de nouvelles[7]), couverture de Mario Prassinos, Paris, Fontaine, coll. « L'Âge d'or » (1946) Contient : Le Bal des voleurs, Au Verdelin, Un drame historique, Ambigu I, Ambigu II ; réédition, Paris, Gallimard, 1956
- Lobel-Riche[8], avec de nombreuses reproductions d'œuvres, Paris, Le Livre de Plantin (1946)
- Le Limousin, province multiple, dessins de G. Jacquement et J. Moulon, Limoges, Havas-Limoges (1951)
- Prétextes, pointes sèches de Lobel-Riche, avant-propos d'André Billy et de Pierre Mac-Orlan, Paris, « aux dépens d'un groupe d'amateurs » (1951)
- Waterloo : 18 juin 1815, Paris, Gallimard, coll. « Trente journées qui ont fait la France » (1964)
- Singulier, pluriel, journal intime, publié par l'association Amis de Robert Margerit - Plaisir de lire[9] (2008)

### Préfaces
- L'Auberge tragique, roman policier de Luc Gervais ; d'après le film radiophonique de Georges Avryl ; illustrations de Gaston Jacquement, Limoges, éd. À la Pyramide, 1941
- Les Mauvais Anges d'Éric Jourdan, édition de la Pensée moderne, 1955 ; éditions de la Musardine, 2001

## Adaptations au cinéma
- 1970 : Mont-Dragon, film franco-belge réalisé par Jean Valère, avec Jacques Brel
- 1989 : Les Bois noirs, film français réalisé par Jacques Deray, avec Béatrice Dalle

### Publications de l'Association Les Amis de Robert Margerit (Isle)
- Robert Margerit : l'écrivain et ses doubles, 2010  (ISBN 978-2-911843-21-1) Ouvrage réalisé à l'occasion du centenaire de la naissance de Robert Margerit et conçu avec l'exposition montée par la bibliothèque francophone multimédia de Limoges sous le même titre.
- Les Cahiers Robert Margerit (parution annuelle depuis 1992), Isle (Cahiers Robert Margerit)